# Хойче
Хойче (словен. Hojče) — поселення в общині Рибниця, регіон Південно-Східна Словенія, Словенія.